# 桃城区
桃城区是河北省衡水市下辖的一个市辖区。區人民政府駐中華大街街道人民中路56号。

## 人口
2020年末，根據全國第七次人口普查結果：全區常住人口為805000人。

## 气候
年降水量496.4毫米，年均温度12.7℃。

## 历史沿革
西汉桃县地，东汉废置。隋开皇十六年（公元596年）置衡水县。属冀州。唐宋金皆延置。元改属深州，明因之。清初属真定府，雍正二年后改属冀州直隶州。1962年为衡水专区驻地。1982年以衡水县城区域设置衡水市，1983年衡水县并入衡水市。1996年衡水市与衡水地区合并，更名桃城区。

## 行政区划
桃城区下辖4个街道办事处、3个镇、3个乡：
河西街道、河东街道、路北街道、中华大街街道、郑家河沿镇、赵家圈镇、邓庄镇和何家庄乡。
大麻森乡由衡水高新区代管，彭杜村乡由滨湖新区代管。